# 鎮座
| ウィキペディアには「鎮座」という見出しの百科事典記事はありません（タイトルに「鎮座」を含むページの一覧/「鎮座」で始まるページの一覧）。 代わりにウィクショナリーのページ「鎮座」が役に立つかもしれません。 |

鎮座とは、神霊が一定の場所に落ち着いて存在することを意味する言葉。